# رحلة القطب الشمالي البريطانية

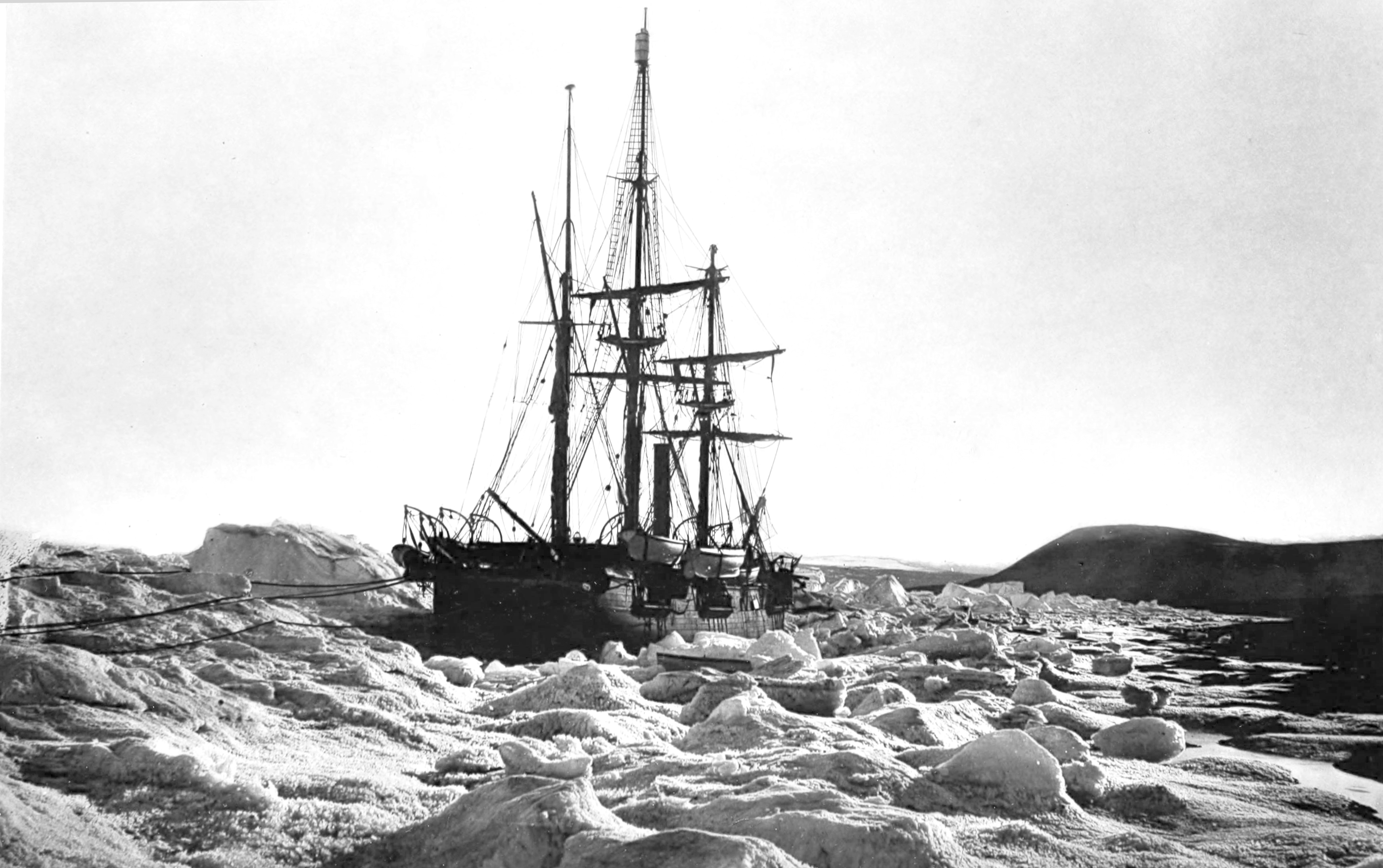
في حزمة الجليد

أرسل الأميرالية البريطانية بعثة القطب الشمالي البريطانية في الفترة من 1875-1876، بقيادة السير جورج سترونج ناريس، لمحاولة الوصول إلى القطب الشمالي عبر سميث ساوند. سفينتان، أتش أم أس Alert و أتش أم أس Discovery حصل عليه هنري فريدريك ستيفنسون - من بورتسموث يوم 29   مايو 1875. على الرغم من فشل البعثة في الوصول إلى القطب الشمالي، إلا أنه تم استكشاف سواحل جرينلاند وجزيرة إليسمير على نطاق واسع وتم جمع كميات كبيرة من البيانات العلمية.
في هذه الحملة، أصبح ناريس أول مستكشف ينقل سفنه على طول الطريق شمالًا عبر القناة بين جرينلاند وجزيرة إليسمير - التي تسمى الآن مضيق ناريس تكريماً له- إلى بحر لينكولن. حتى هذا الوقت، كانت هناك نظرية شائعة مفادها أن هذا الطريق سيؤدي إلى البحر القطبي المفتوح المفترض، وهي منطقة خالية من الجليد تحيط بالقطب، لكن ناريس لم يجد سوى أرض جليدية.
سجلت مجموعة من الحفلات تحت قيادة القائد ألبرت هاستينغز ماركهام رقما قياسيا جديدا في أقصى شمال 83 درجة   20 ′   26 ″   N ، ولكن عموما كانت الحملة شبه كارثة. عانى الرجال بشدة من داء الاسقربوط وأعاقتهم الملابس والمعدات غير المناسبة. أدرك أن رجاله لم يتمكنوا من البقاء شتاءًا آخر على الجليد، تراجعت بسرعة إلى الجنوب مع كل من سفينته في صيف عام 1876. ومع ذلك، فقد نجح الأفراد البحريون ومصممو الخرائط البحرية، ومن بينهم توماس ميتشل، في توثيق الشعوب الأصلية الشمالية والمناظر الطبيعية لما قد يصبح أقاليم شمال غرب كندا، وفي وقت لاحق نونافوت.
تضمنت البعثة ضابط تافه آدم أيلز، وبعده تم تسمية كل من الجرف الجليدي آيلز وجبل آيلز. ميزات أخرى سميت الحملة تشمل ماركهام الجرف الجليدي، مضيق ناريس والتنبيه، والمكان الأكثر شمالية مأهولة بشكل دائم على الأرض. كان بيلهام ألدريش ملازمًا في الحملة، وقاد حزب الزحافة الغربي إلى جزيرة إليسمير، حيث تم تسمية كيب ألدريش على شرفه.

## اقتباسات
1. ↑  "معلومات عن رحلة القطب الشمالي البريطانية على موقع viaf.org". viaf.org. مؤرشف من الأصل في 2020-11-22.

## ببليوغرافيا
- جورج ناريس: سرد لرحلة إلى البحر القطبي خلال الفترة 1875-1876 في سفن «التنبيه» و «ديسكفري» ، على مجلدين، لندن 1878 ؛ كتاب على الإنترنت المجلد 1 و المجلد 2
- جون ادواردز كاسويل. The RGS and the British Arctic Expedition، 1875–76. The Geographical Journal 143 (2) (Jul. 1977)، pp.   200-210.